# Saskia Feige
Saskia Feige (née le 13 août 1997 à Potsdam) est une athlète allemande spécialiste de la marche. 

## Biographie
Saskia Feige se classe 16e des Championnats d'Europe d'athlétisme 2018, 11e des Championnats du monde d'athlétisme 2019 et 15e des Championnats du monde d'athlétisme 2022.
Elle remporte la médaille de bronze du 20 km marche lors des Championnats d'Europe 2022, à Munich, dans le temps de 1 h 29 min 25 s, record personnel. Elle est devancée sur le podium par la Grecque Antigoni Drisbioti et la Polonaise Katarzyna Zdzieblo.
En 2023 elle réalise un record personnel à 1 h 28 min 28 s en remportant les championnats d'Allemagne de marche.

## Palmarès
| Date | Compétition           | Lieu   | Résultat | Épreuve      | Performance     |
| ---- | --------------------- | ------ | -------- | ------------ | --------------- |
| 2022 | Championnats d'Europe | Munich | 3e       | 20 km marche | 1 h 29 min 25 s |

## Records
| Épreuve      | Performance     | Lieu   | Date          |
| ------------ | --------------- | ------ | ------------- |
| 20 km marche | 1 h 28 min 28 s | Erfurt | 15 avril 2023 |